# Castellaneta (Apulien)

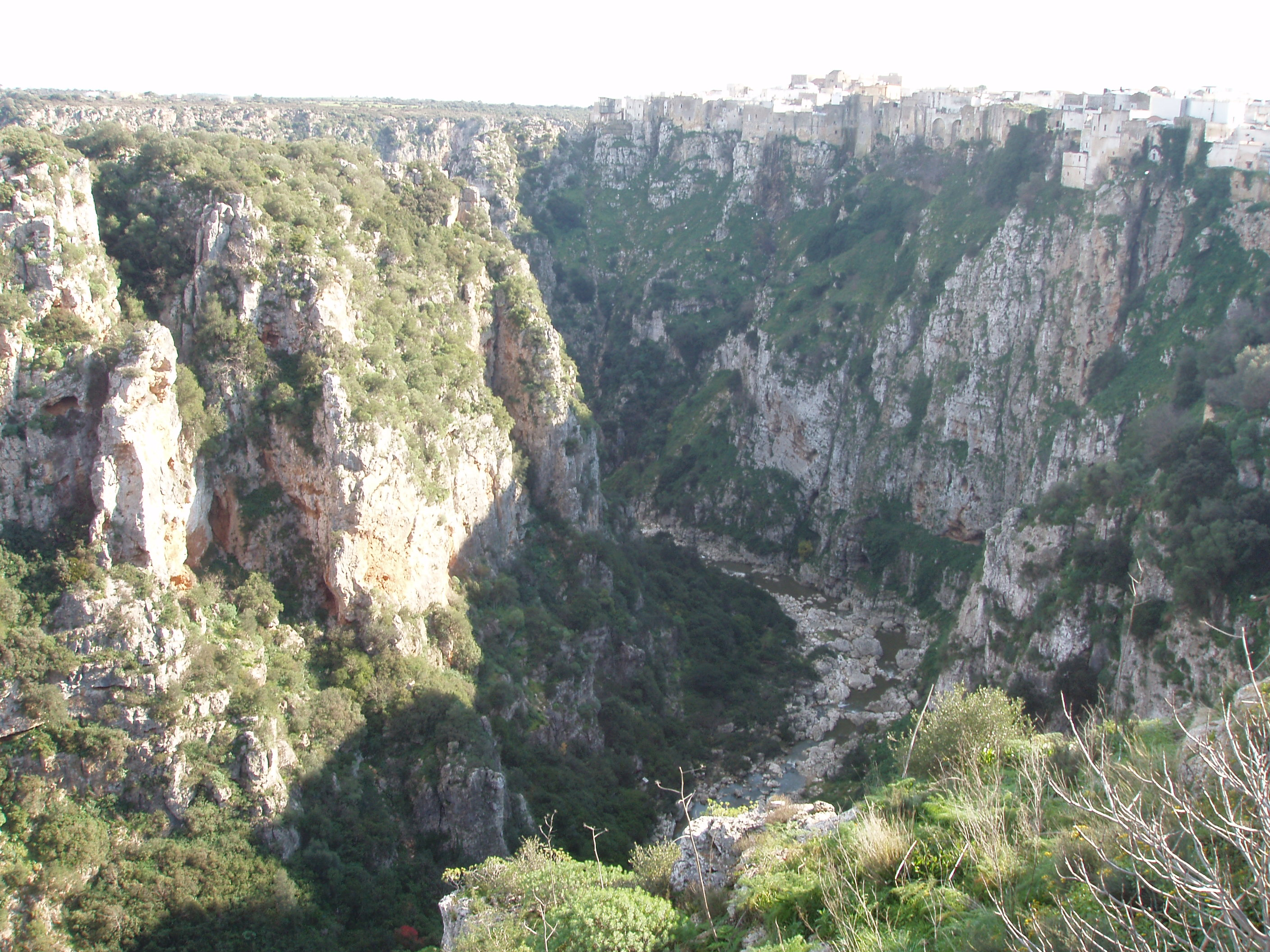
Gravina (dt. Schlucht) Grande di Castellaneta

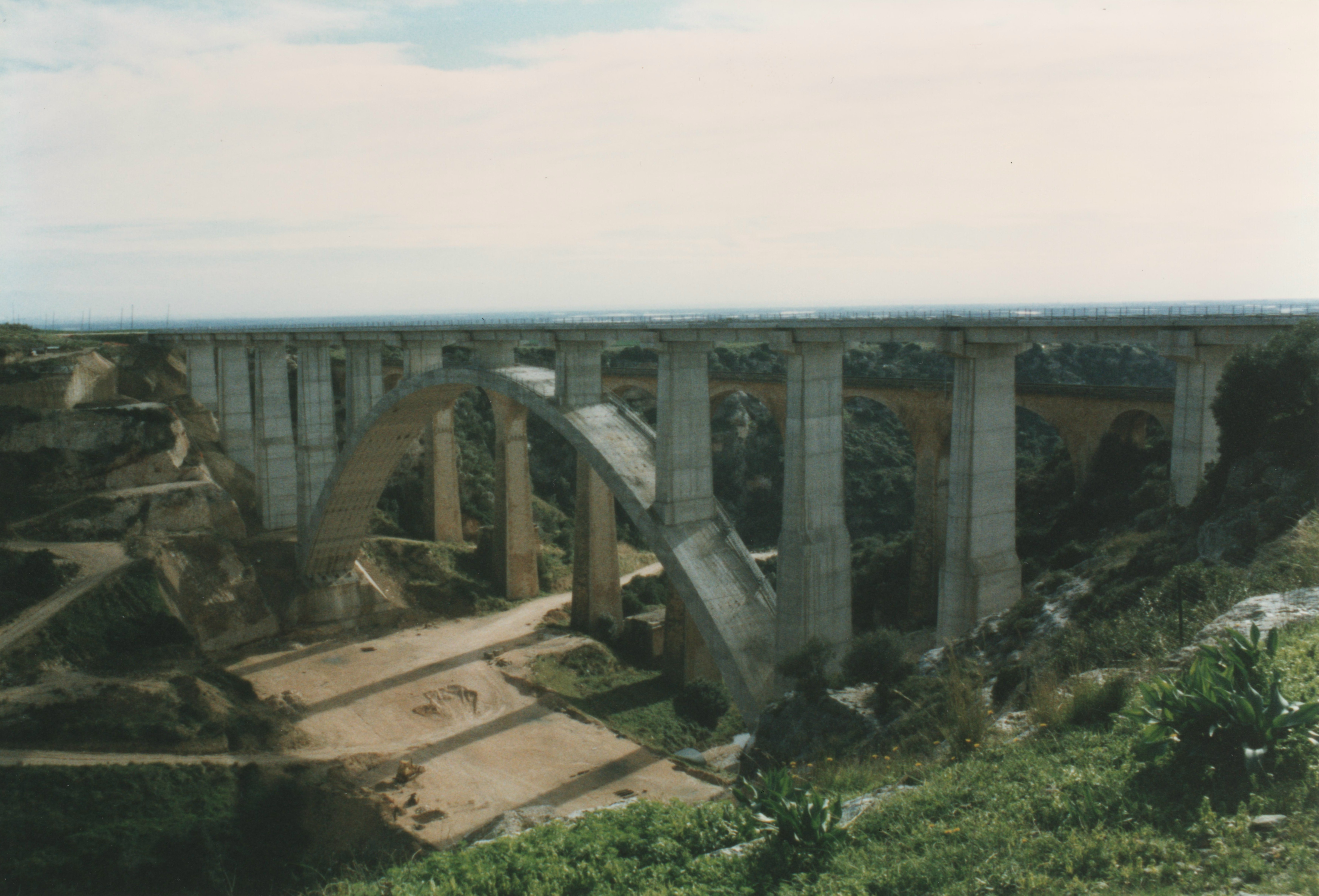
Im Vordergrund die 3., dahinter die 2. Brücke von Castellaneta

Castellaneta ist eine italienische Gemeinde in der Provinz Tarent (Taranto) in der Region Apulien.

## Geografie
Die Entfernung bis Tarent beträgt etwa 40 km. Castellaneta hat 16.073 Einwohner (Stand 31. Dezember 2023).

## Geschichte
Castellaneta wurde um 550 gegründet und trug damals noch den lateinischen Namen Castania. Nach der Zerstörung durch die Sarazenen zogen sich die verbliebenen Einwohner auf eine Festung namens Castellum Unitum zurück, die der heutigen Stadt ihren jetzigen Namen gab.

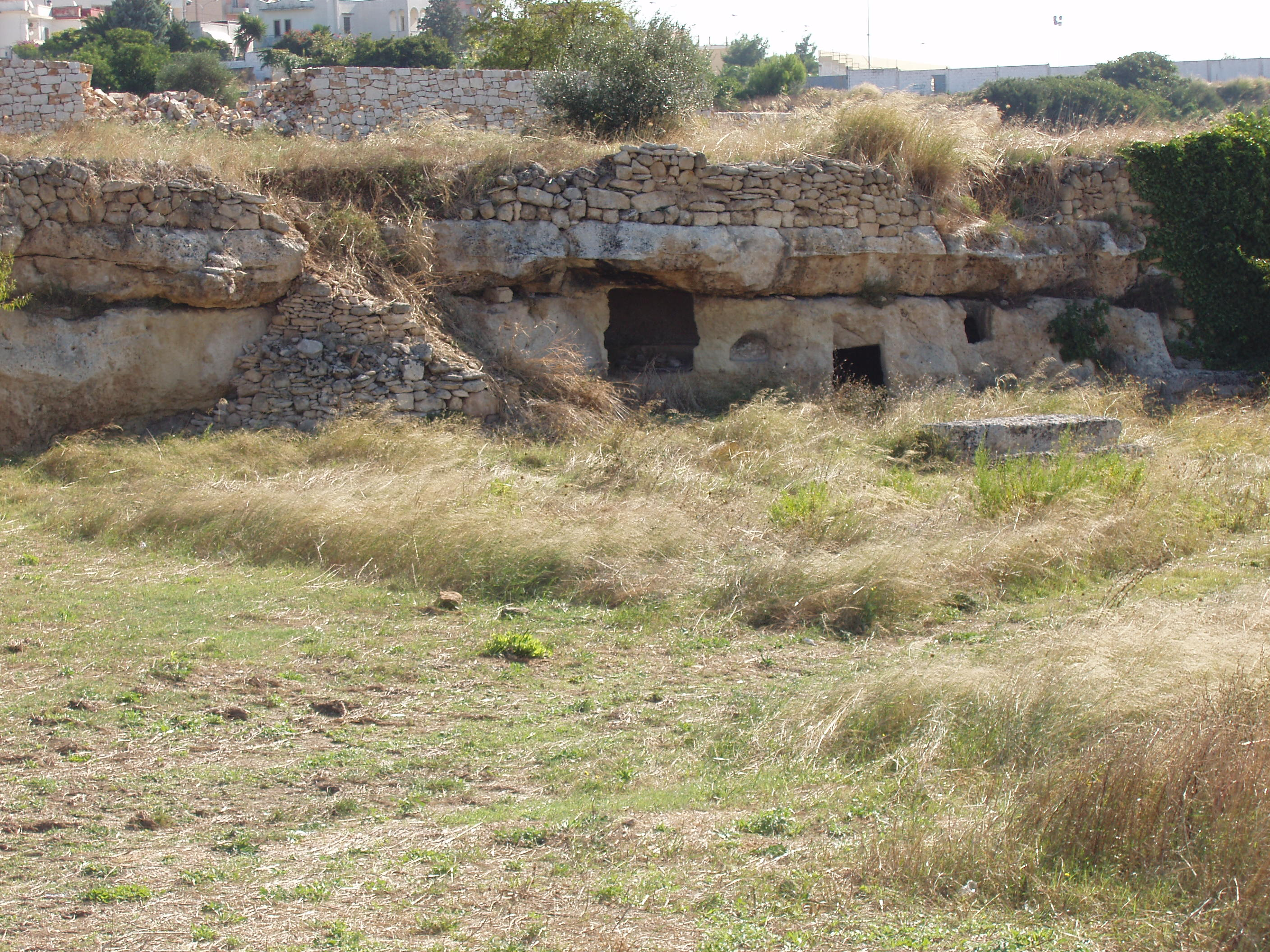
Felssiedlungen

Die Normannen eroberten Castellaneta 1064 und vertrieben die byzantinische Bevölkerung. Etwa zur gleichen Zeit wurde Castellaneta Bischofssitz. Karl von Anjou verlieh Castellaneta später die Bezeichnung Königsstadt.
1503 scheiterte ein französischer Belagerungsversuch.
Während des Zweiten Weltkriegs wurde Castellaneta beim Rückzug der Deutschen von diesen bombardiert. 27 Menschen starben.

## Sehenswürdigkeiten
- Die Schlucht Gravina Grande di Castellaneta südöstlich der Stadt

Entlang der Schlucht gibt es Felssiedlungen. Einige sind frühmittelalterlichen Ursprungs (5.–10. Jahrhundert), als die Region einen erheblichen politischen und wirtschaftlichen Niedergang erlebte und wiederholt angegriffen wurde (Goten, Langobarden und Sarazenen). Neben der Verteidigung wurde das Leben in den Höhlen im 8. Jahrhundert auch durch den Bildersturm Leos III. gefördert, und in den Schluchten fanden griechische Mönche, die aus dem Osten kamen, Schutz.
- Kathedrale Chiesa di San Nicola des Bistums Castellaneta, erbaut 1220, rundum erneuert im 18. Jahrhundert
- Kirche Santa Maria della Luce (13. Jahrhundert), gotische Architektur
- Kirche San Domenico mit Renaissance- und Barockfassade
- Kirche San Francesco d’Assisi (1471) mit Malereien aus dem 17. Jahrhundert

San Francesco d’Assisi
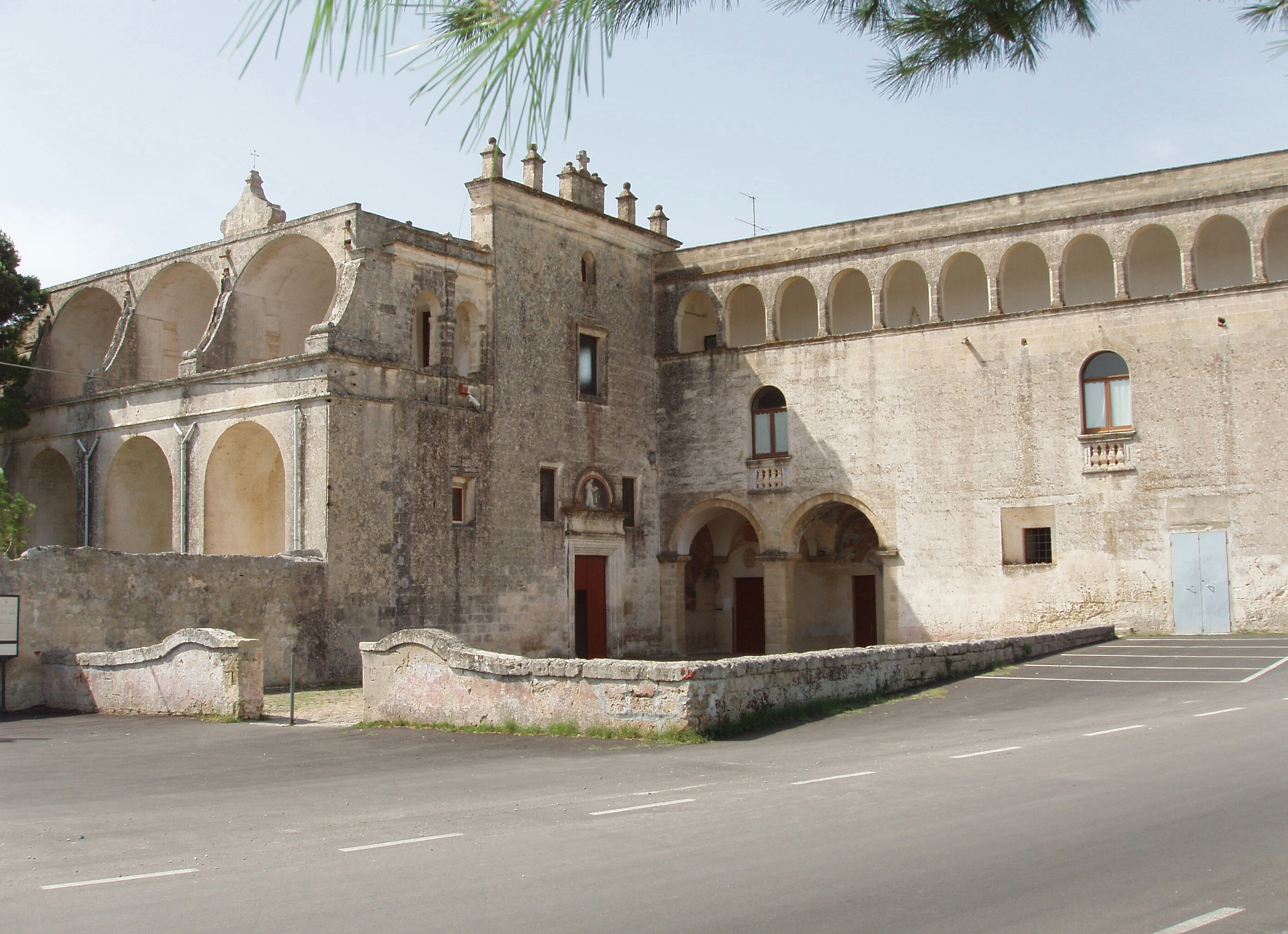
Kirche und Kloster San Francesco d’Assisi
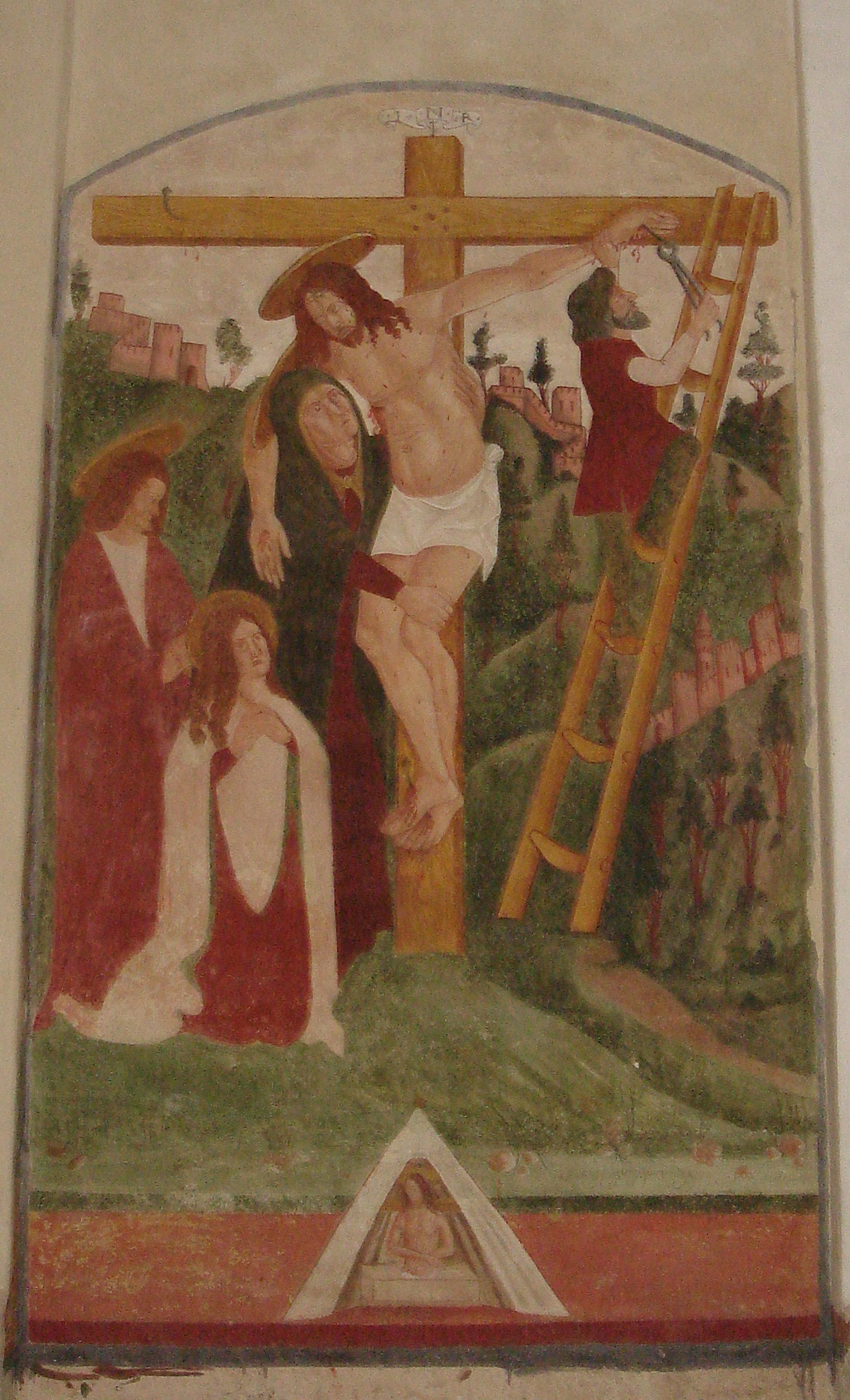
Niederlegung des toten Jesus
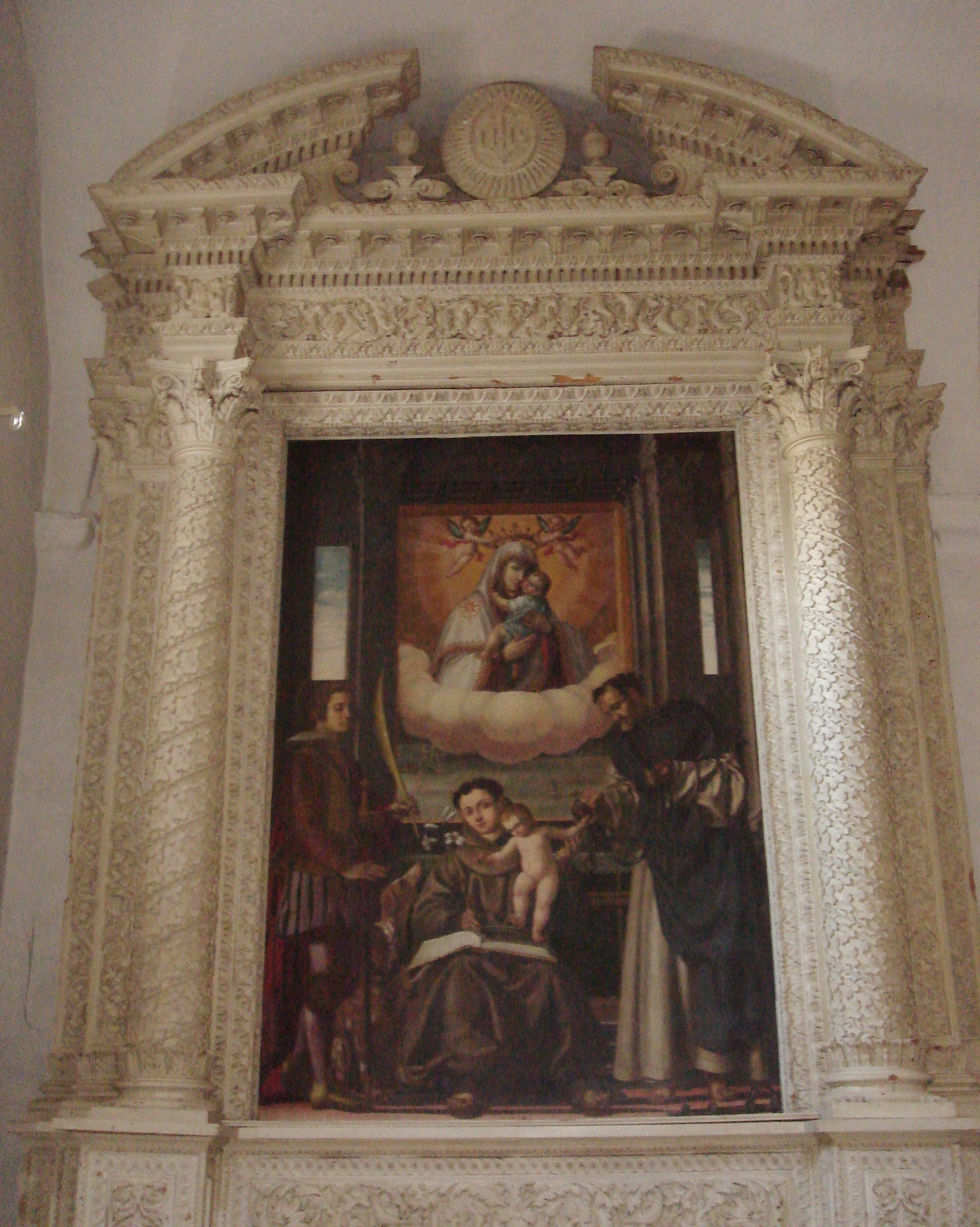
Seitenaltar

- Eisenbahnbrücken von Castellaneta: Zwei parallele Eisenbahnbrücken von 1929 und 1997 (von der dritten, ältesten, von 1868 existieren nur noch geringe Reste), die in etwa 80 m Höhe die Gravina Grande di Castellaneta überspannen.

## Verkehr
Castellaneta hat einen Haltepunkt an der Bahnstrecke Bari–Tarent. Er ersetzt einen Bahnhof, der aufgegeben werden musste, als die hier neu trassierte Strecke 1997 in Betrieb ging.

## Söhne und Töchter der Stadt
- Rudolph Valentino (1895–1926), Stummfilmschauspieler